# Matalakari (ö i Birkaland)
Matalakari är en ö i Finland. Den ligger i sjön Vaskivesi och Visuvesi och i kommunen Virdois i den ekonomiska regionen  Övre Birkalands ekonomiska region  och landskapet Birkaland, i den sydvästra delen av landet, 230 km norr om huvudstaden Helsingfors. Öns area är 0,5 hektar och dess största längd är 110 meter i öst-västlig riktning.